# Triliarda
Triliarda je název pro číslo 1021, tedy jedničku a za ní 21 nul:
1 000 000 000 000 000 000 000
V soustavě SI se triliarda označuje předponou zetta-. V krátké škále (užívané zejména ve Spojených státech) se číslo 1021 nazývá sextilion (což v češtině označuje číslo 1036).

## Užití čísla (příklad)
Na Zemi je údajně jedna triliarda zrnek písku.
Světové oceány na Zemi obsahují přibližně 1,332 triliard litrů vody.